# Miguel Ángel López (atleta)
Miguel Ángel López (Múrcia, 3 de julho de 1988) é um atleta espanhol especializado na marcha atlética.
Competindo na marcha de 20 km, foi campeão europeu sub-23 em 2009, campeão europeu em 2014, medalha de bronze no Mundial de Moscou 2013 e campeão mundial em Pequim 2015, quando estabeleceu sua melhor marca pessoal de 1h19min14s.
Nos Jogos da Rio 2016, apesar de ser um dos favoritos, Lopez ficou apenas em 11º lugar.